# Sofía Saunier
Sofía Saunier (Montevideo, 31 de mayo de 1974) es una multiartista y activista trans uruguaya. Integrante de la Asociación Trans del Uruguay (ATRU) y creadora del proyecto Transur, cuyo objetivo es visualizar las vidas de las personas trans y lgbtqi de Uruguay y el mundo.

## Trayectoria
Sofía Saunier nace en Montevideo el 31 de mayo de 1974. En la década de 1990 se inicia en el under de Buenos Aires —donde vivió 20 años— como drag queen, modelo y dancer. En el año 2000 vuelve a vivir en Uruguay, incursionando en el audiovisual a través de entrevistas. Se define como multiartista, ya que en sus creaciones utiliza diferentes ramas de expresión, como la fotografía, el audiovisual, el dibujo, la pintura y la escritura.

Dentro de sus obras se destaca el canal de Youtube Transur, que con más de 70 entrevistas desde su creación en el año 2013, visibiliza experiencias y vidas de personas trans. Según Saunier, Transur trata de mostrar las vidas trans sin prejuicios y reflejando la diversidad dentro de la comunidad, ya que:
“El común de la gente no tenía acceso a las historias de vida de las personas transgénero más allá de lo que se veía en la televisión, si mataban a una persona trans, algo muy amarillista.”
Otro de sus proyectos es Transmotoqueras, donde en conjunto con Cecilia Estévez y Meili Galván realizan una recopilación documental de sus viajes en motos por las rutas de Uruguay. Sobre este proyecto, Saunier ha dicho:
“Somos tres chicas trans muy diversas que salimos a recorrer las rutas y filmamos lo que hacemos. Agarramos nuestras motos y nos fuimos hasta la Fortaleza de Santa Teresa para visibilizarnos. Para que nos vean en las rutas, en las playas. La idea es esa: mostrarnos. Así la gente puede ver que podemos hacer una vida como cualquier persona”

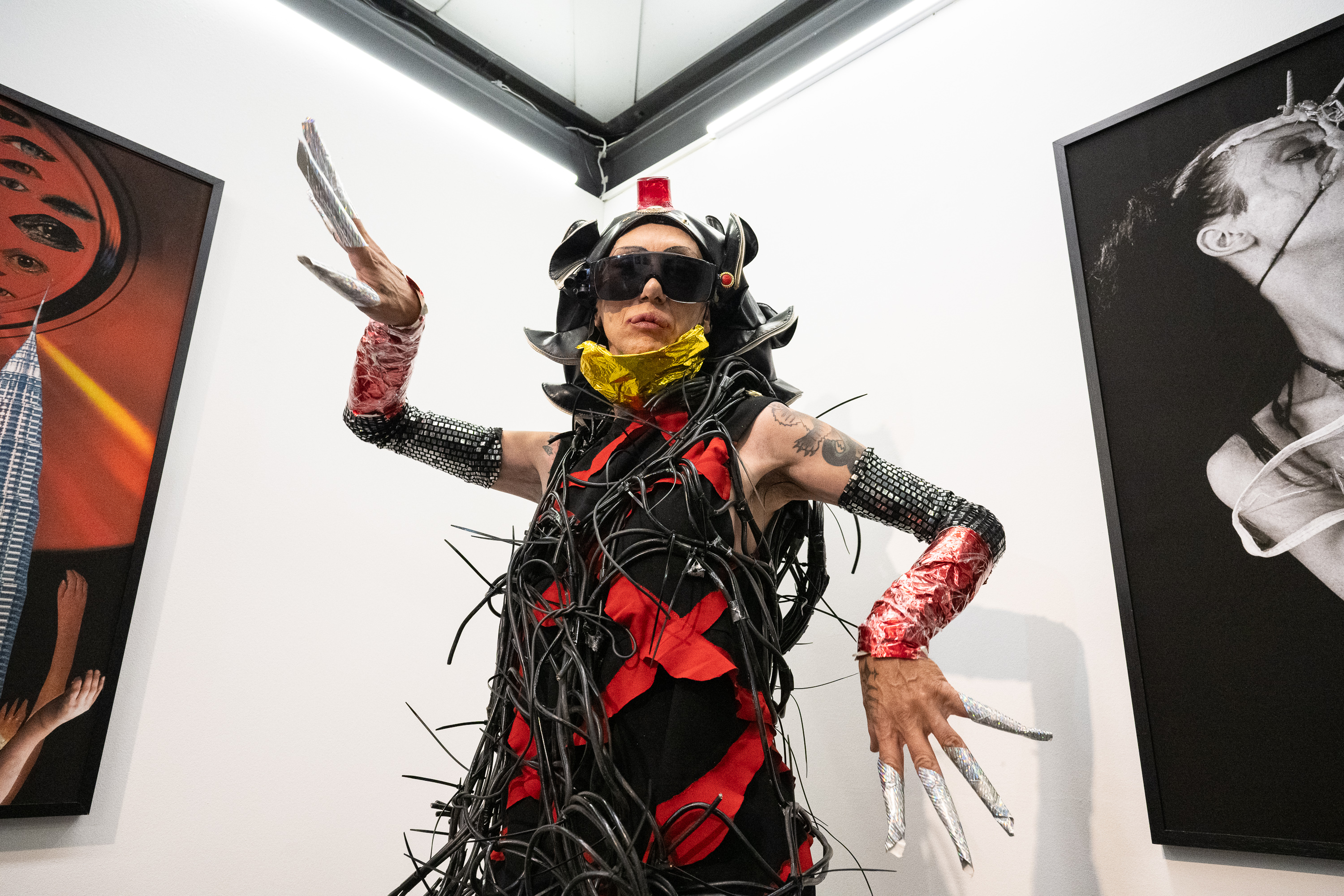
Sofía Saunier en su muestra "Guerreras futuras" en Subte

En la difusión de su trabajo y activismo, Saunier ha participado de numerosos conversatorios y talleres como panelista. Su trabajo también ha sido destacado en plataformas digitales, siendo ejemplo de ello el Museo Feminista Virtual de la Historia del Arte o Archivo X (proyecto de la Colectiva Co) sobre artistas uruguayas. También participó en la película La noche que no se repite, interpretando al personaje Barbie.
En 2022 formó parte del festival FACT en Lyon, con su obra Guerreras Futuras que luego expuso en el Centro de Exposiciones Subte en el marco de la Semana del Arte Trans 4. En 2023 también en Subte presentó la muestra "Transurː homenajeando a las que ya no están". 
En 2023 se estrena la película "Carmín" del director Aldo Garay en donde es la protagonista. También en 2023 formó parte de un documental "Fugasː el arte como trinchera", en donde se cuenta la historia de 5 personas LGBT de América del Sur.
2024 En Argentina, presentación  de la Película Carmín  en Museo MALBA y FUNDACIÓN KLEMM.
2024 Festival FICC Chile, presentación película Carmín. 